# 秀才
秀才（しゅうさい）
1. 科挙制度の前段階の一つ院試（）に及第した者。→「秀才 (科挙)」を参照。
2. 上記をモデルとした古代日本の律令制度における官人登用試験課試の一つ。後に対策とも呼ばれた。→「秀才 (日本)」「対策」を参照。
3. 上記の試験に由来し、通常の人よりも才能が秀でている人→本項にて解説

秀才（しゅうさい）は、通常の人間より秀でた才能を持っている人物や、他人よりも才能が秀でている人物の呼称である。それは、特に訓練によるものや、周囲からの良い影響によるもの、当人の持っている素質などにより、優れているものとされる。反義語で、通常の人間より才能が劣っている人物は『劣才（）』や『鈍才（）』と呼ばれる。

## 概要
科挙の前段階で及第した者が『秀才』と呼ばれた事から、『秀才』は、学習に励んで学識を積み、その博（）い知識で問題を解決できる能力を持つ人物を指して使用される事が一般的である。このため、社会的地位は相応に高い所が与えられ、一種の尊称として『秀才』と呼ばれる。
しかし、今日では、学究精神に基づくものであっても、受験を経た学生時代に優秀な成績評価を修めた早熟型人物に対して使われ、それ以降は晩熟型で学問的研鑽を積んだ人に対してはあまり使われない傾向にあり、秀才と呼ばれるタイプは過干渉で育った者が多い。

## 関連語
『天才』との差異
『天才』は、周囲の人間や、時には本人にさえ説明の付かない経緯で問題を解決したり、「先天的に優れた才能の持ち主」という、一種の異能者への畏怖を伴って用いられる。一方、『秀才』と呼ばれる場合は、理知的に裏打ちされた高い能力の持ち主を指す。この為、「知的障碍を持つが、高い芸術性を示す人物」（ → サヴァン症候群など）を『天才』と呼ぶことはあっても、『秀才』と呼ぶことはない。
『英才』との差異
『秀』と『英』は同じく「ひいでる」「優れる」という意味を持つ字である。しかし、『秀才』は学識が博くて優れている人物に対して使用される例が目立つのに対して；『英才』は学識以外の才能も優れている人物や、少年時代から優れた才能を発揮している人物（用例：英才教育）に対して使用される例が目立つ。
『偉才』との差異
『秀』と『偉』はいずれも「ひいでる」「優れる」という意味を持つ字であるが、「ひいでる」「優れる」の基準が全く異なっている。『秀』は「上に来る」という意味で『劣』（＝下に来る）の反義語であるが；『偉』は「並外れる」「特殊」という意味で『庸』（ ＝ 並、通常）の反義語である。『秀才』は、学識が博くて優れているが、通俗性を持っているというイメージを伴う。一方、『偉才』は、通常の人物には追い越せない並外れた才能の持ち主や、並外れていて通俗性を持っていないというイメージを伴っており、反義語は『庸才』である。